# Линзмейер, Бруна
Бруна Линзмейер (порт. Bruna Linzmeyer, род. 11 ноября 1992) — бразильская актриса.

## Ранние годы
Бруна Линзмейер родилась в Корупе, штат Санта-Катарина, Бразилия. Её отец — немец, мать имеет португальские, испанские, бразильские и африканские корни.

## Карьера
Свою карьеру Бруна начала в возрасте 15 лет в качестве модели. В 2010 году Бруна Линзмейер снимается в мини-сериале «В конце концов, чего хотят женщины?» (порт. Rede Globo Afinal, o Que Querem as Mulheres?). Затем Бруна принимает участие в съёмках теленовеллы «Безрассудное сердце» (порт. Insensato Coração), премьера которой состоялась 17 января 2011 года.